# Faro
 Denne artikel handler om selve byen Faro. Ordet Faro bruges ofte også som en kort betegnelse for Faro (distrikt).
Faro (Portugisisk udtale: [ˈfaɾu]) er en portugisisk by og kommune i distriktet Faro i provinsen Algarve i det sydlige Portugal. Kommunen havde i 2011 64.560 indbyggere og dækker et areal på 201,6 km². Faro er beliggende mellem byerne Loulé og Olhão, og er hovedstaden i distriktet af samme navn. Ydermere er Faro den største by i distriktet. Faro er inddelt i følgende freguesias: Conceição, Estoi, Montenegro, Santa Bárbara de Nexe, São Pedro og Sé.

## Faciliteter
Byen har et universitet, Universidade do Algarve, en international lufthavn, Aeroporto de Faro, en konventionel havn, en lystbådehavn og busforbindelser til det øvrige Portugal.
Stadionet Estádio Algarve, med kapacitet til 30.000 personer, var ét af spillestederne, hvor UEFA Euro 2004 blev afviklet. Stadionet deles mellem Louletano D.C. og S.C. Farense. Stadionet anvendes også til koncerter, festivaler og andre begivenheder.

## Klima
Faro har Middelhavsklima (Köppen: Csa). Somrene er varme og solrige med temperaturer på 27–35 °C. Vejret om efteråret og vinteren er generelt mildt med temperaturer på 8–17 °C. Faro modtager det meste nedbør omkring vintermånederne. Regn forekommer meget sjældent mellem juni og september. Den årlige gennemsnitstemperatur er 17–18 °C og årlig nedbør er omkring 500 millimeter. Havtemperaturen er 15–16 °C i januar, og stiger til 22–25 °C i august.
| Vejr for Faro, Portugal | Vejr for Faro, Portugal | Vejr for Faro, Portugal | Vejr for Faro, Portugal | Vejr for Faro, Portugal | Vejr for Faro, Portugal | Vejr for Faro, Portugal | Vejr for Faro, Portugal | Vejr for Faro, Portugal | Vejr for Faro, Portugal | Vejr for Faro, Portugal | Vejr for Faro, Portugal | Vejr for Faro, Portugal | Vejr for Faro, Portugal |
|                         | Jan                     | Feb                     | Mar                     | Apr                     | Maj                     | Jun                     | Jul                     | Aug                     | Sep                     | Okt                     | Nov                     | Dec                     | År                      |
| ----------------------- | ----------------------- | ----------------------- | ----------------------- | ----------------------- | ----------------------- | ----------------------- | ----------------------- | ----------------------- | ----------------------- | ----------------------- | ----------------------- | ----------------------- | ----------------------- |
| Gennemsnitlig maks °C   | 16,1                    | 16,9                    | 19,1                    | 20,4                    | 22,8                    | 26,4                    | 29,2                    | 28,8                    | 26,6                    | 23,2                    | 19,6                    | 17                      | 22,2                    |
| Gennemsnitlig min °C    | 7,9                     | 8,7                     | 10,5                    | 11,8                    | 14                      | 17,3                    | 19,1                    | 19,4                    | 18                      | 15,3                    | 11,7                    | 9,6                     | 13,6                    |
| Gennemsnitlig nedbør mm | 59,3                    | 52                      | 39,4                    | 38,6                    | 21,7                    | 4,3                     | 1,8                     | 3,9                     | 23,2                    | 60,1                    | 90,4                    | 114,1                   | 508,8                   |

## Galleri
- Faros lystbådehavn
- Statue af Afonso III
- Rådhuset
- Plads i Faro